# 黒沢御嶽神社
黒沢御嶽神社（くろさわおんたけじんじゃ）は、長野県木曽郡木曽町三岳に鎮座する神社。
黒沢口御嶽神社（くろさわぐちおんたけじんじゃ）、御嶽神社黒沢口（おんたけじんじゃくろさわぐち）ともいう。
木曽御嶽山への山岳信仰に基づく現地の神社（木曽御嶽神社）の1つであり、東方からの登山道である黒沢口（くろさわぐち）沿いにある神社である（南方の王滝口沿いにも別の神社がある）。山頂に奥社、山麓に里宮　と、若宮がある。

## 由緒
宝亀5年（774年）に勅命を受けた信濃守・石川望足が御嶽山に登山して、大己貴命・少彦名命の2神を祀り、悪疫退散を祈願したのが創建とされ、
宝亀6年（775年）に黒沢口に里宮が造られた。
天文23年（1554年）、領主木曽義在・木曽義康親子により再建されて、鰐口が奉納された。
天明2年（1782年）に覚明により黒沢口が開かれ、
寛政4年（1792年）に普寛により王滝口が開かれた。
昭和21年（1946年）に黒沢口の御嶽神社の宮司と、覚明行者系の講社によって木曽御嶽本教が創立された。

## 関連する神社・宗教法人
- 木曽御嶽本教
- 王滝御嶽神社